# Downing Street 10
Dům číslo 10 na Downing Street v Londýně je oficiální rezidencí a kanceláří předsedy vlády Spojeného království. Budova hovorově známá jako číslo 10 se nachází v malé uličce Downing Street, kousek od Whitehallu, ve čtvrti Westminster. Je stará více než 300 let, je památkově chráněná a obsahuje přibližně 100 místností. Ve třetím patře se nachází soukromá rezidence premiéra a v suterénu je kuchyňka. V dalších patrech jsou kanceláře a konferenční, recepční, obývací a jídelní místnosti. V jedné z místností zasedá vláda (Cabinet Room). 
Státní návštěvy jsou obvykle přijímány ve Sloupovém přijímacím pokoji, Terakotovém salonu nebo Bílém přijímacím pokoji. V zadní části je vnitřní nádvoří a terasa s výhledem na zahradu o rozloze 0,2 hektaru. Číslo 10 sousedí se St James's Parkem a je přibližně 1,2 km vzdálen od Buckinghamského paláce, londýnského sídla britského panovníka. Leží též poblíž Westminsterského paláce, kde se schází obě komory britského parlamentu. Budova je tvořena třemi původně samostatnými domy, které byly nabídnuty premiérovi Robertu Walpoleovi králem Jiřím II. v roce 1732. Walpole nabídku přijal pod podmínkou, že dar bude udělen úřadu prvního lorda státní pokladny. Post prvního lorda státní pokladny zastával po většinu 18. a 19. století a nepřetržitě od roku 1905 předseda vlády. Oficiálně tak místo není dodnes sídlem britského premiéra, ale právě „lorda státní pokladny“, jak upozorňuje i nápis na poštovní schránce na vstupních dveřích. 
Budova je majetkem britské vlády. Spojením tří domů do jednoho Walpole pověřil architekta Williama Kenta. Navzdory své velikosti a výhodné poloze v blízkosti parlamentu bydlelo v Downing Street 10 jen málo prvních premiérů. Pět Walpoleových nástupců to odmítlo. Do roku 1902 žilo v budově jen 16 ze 31 britských premiérů. Stavitelem budovy byl známý špion Olivera Cromwella George Downing, architektem Christopher Wren. Ten tři původní domy postavil roku 1684 rychle a levně na měkké půdě. Proto Winston Churchill o čísle 10 později s oblibou říkal, že je "vratké a špatně postavené šmelinářem, jehož jméno nese". Je známa řada podobných ironických poznámek i od jiných premiérů, upozorňujících zejména na nepohodlí, jež budova nabízí. Problémem byla i bezpečnost, na přelomu 19. a 20. století byla oblast známa vysokou koncentrací zločinu a prostituce. 
Tradice oficiálního sídla se však nakonec prosadila, za jejího moderního obnovitele je považován zejména premiér Arthur James Balfour. Od jeho nástupu do úřadu v roce 1902 v budově sídlili všichni premiéři. Někteří však (ti s početnými rodinami) využívali i prostornější budovu č. p. 11 (zejm. Tony Blair a David Cameron). V letech 1960-1980 proběhla postupná rekonstrukce budovy řízená architekty Raymondem Erithem a posléze Quinlanem Terrym, která odstranila některé její nejkritizovanější nedostatky, včetně všudypřítomné dřevomorky. Při této renovaci stavitelé zjistili, že černé cihly budovy byly původně žluté, jejich černá barva byla důsledkem znečištění. Staly se ovšem tak typické, že původní barva nebyla obnovena a dům byl natřen na černo. Ikonické se staly také vstupní černé dveře, jeden z nejznámějších symbolů Británie. Velkou roli v tom sehrál Winston Churchill, který se před nimi za druhé světové války nechal často fotografovat se zdviženými dvěma prsty jako symbolem vítězství (ačkoli ve skutečnosti většinu času trávil v Cabinet War Rooms). Dveře nelze žádným způsobem otevřít zvenčí, nemají zámek, ani kliku, vždy jsou otevírány zevnitř. Za nimi je vstupní hala s tradičními černo-bílými dlaždicemi. 
V Downing Street 10 se odehrává řada filmů a seriálů, například Jistě, pane premiére, nebo Láska nebeská.